# Episodi di NCIS: Los Angeles (dodicesima stagione)
La dodicesima stagione della serie televisiva NCIS: Los Angeles, composta da 18 episodi, è stata trasmessa in prima visione assoluta negli Stati Uniti d'America sul canale CBS dall'8 novembre 2020 al 23 maggio 2021.
In Italia, è stata trasmessa in prima visione assoluta su Rai 2 dal 22 agosto al 19 dicembre 2021.
| n° | Titolo originale           | Titolo italiano         | Prima TV USA     | Prima TV Italia   |
| -- | -------------------------- | ----------------------- | ---------------- | ----------------- |
| 1  | The Bear                   | Nome in codice: Bear    | 8 novembre 2020  | 22 agosto 2021    |
| 2  | War Crimes                 | Crimini di guerra       | 15 novembre 2020 | 29 agosto 2021    |
| 3  | Angry Karen                | Karen la belva          | 22 novembre 2020 | 5 settembre 2021  |
| 4  | Cash Flow                  | Soldi, soldi, soldi     | 6 dicembre 2020  | 12 settembre 2021 |
| 5  | Raising the Dead           | Chi non muore...        | 6 dicembre 2020  | 19 settembre 2021 |
| 6  | If the Fates Allow         | Se il destino lo vorrà  | 13 dicembre 2020 | 26 settembre 2021 |
| 7  | Overdue                    | A voce alta             | 3 gennaio 2021   | 3 ottobre 2021    |
| 8  | Love Kills                 | L'amore uccide          | 10 gennaio 2021  | 10 ottobre 2021   |
| 9  | A Fait Accompli            | Fatto compiuto          | 17 gennaio 2021  | 17 ottobre 2021   |
| 10 | The Frogman's Daughter     | Tale padre, tale figlia | 14 febbraio 2021 | 24 ottobre 2021   |
| 11 | Russia, Russia, Russia     | Russia, Russia, Russia  | 21 febbraio 2021 | 31 ottobre 2021   |
| 12 | Can't Take My Eyes Off You | Invisibile agli occhi   | 28 febbraio 2021 | 7 novembre 2021   |
| 13 | Red Rover, Red Rover       | Lo scambio              | 28 marzo 2021    | 8 novembre 2021   |
| 14 | The Noble Maidens          | Le nobili fanciulle     | 4 aprile 2021    | 21 novembre 2021  |
| 15 | Imposters Syndrome         | Identità violate        | 2 maggio 2021    | 28 novembre 2021  |
| 16 | Signs of Change            | Il momento di cambiare  | 9 maggio 2021    | 5 dicembre 2021   |
| 17 | Through the Looking Glass  | Attraverso lo specchio  | 16 maggio 2021   | 12 dicembre 2021  |
| 18 | A Tale of Two Igors        | Igor vs. Igor           | 23 maggio 2021   | 19 dicembre 2021  |

## Nome in codice: Bear
- Titolo originale: The Bear
- Diretto da: Dennis Smith
- Scritto da: R. Scott Gemmill

### Trama
Il bombardiere strategico russo Tupolev Tu-95 scompare mentre sorvola i cieli degli Stati Uniti. Callen e Sam devono rintracciarlo nel deserto e mettere al sicuro le sue armi e informazioni prima che i russi a bordo distruggano l'aereo. Dopo varie peripezie scoprono che alcuni membri dell'equipaggio cercano un loro compagno che ha manomesso il velivolo per disertare. Sam e gli altri rintracciano gli uomini russi e li arrestano mentre Callen convince il capitano Oleg Barinov, rimasto sull'aereo, ad arrendersi in cambio della distruzione del velivolo. Inoltre, Hetty dà a Nell l'incarico di dirigere la squadra al suo posto.
- Guest star: Vyto Ruginis (Arkady Kolcheck), Eugene Prokofiev (Oleg Barinov), Don Wallace (capo dei Navy SEAL Frank Wallace), Olesya Rulin (Zasha Gagarin), Daniel Kove (Maxim Yurtaev), Lissa Danshaw (pilota di caccia Clubber), Brian Leigh Smith (pilota da caccia Wingman).

- Ascolti USA: telespettatori 6 350 000[1]
- Ascolti Italia: telespettatori 1 088 000 – share 6,70%[2]

## Crimini di guerra
- Titolo originale: War Crimes
- Diretto da: Yangzom Brauen
- Scritto da: Jordana Lewis Jaffe

### Trama
All'inizio del processo contro il sottufficiale capo della Marina Thomas Argento che Callen e Sam hanno arrestato per crimini di guerra l'anno scorso, la squadra dell'NCIS è chiamata ad aiutare il tenente colonnello della marina Lucilla Castro, che rappresenta l'accusa nel processo, a trovare il testimone chiave scomparso. Si comprende che Argento, tramite un ufficio di posta, inviava minacce al sottufficiale della Marina William Moffet di uccidere suo figlio. Per questo il primo testimone ovvero l'operatore speciale di guerra di prima classe Malcolm Kendricks è costretto a ritrattare per salvare il figlio di Moffet. La squadra riesce a capire tutto e sventa il piano di Argento arrestando il suo complice cioè il generale dei Navy SEAL in pensione Parker Cole e suo figlio sottufficiale della Marina di seconda classe Michael Cole. Quest'ultimo è stato costretto dal padre a tradire i suoi compagni.
- Guest star: Tracie Thoms (tenente colonnello della marina Lucilla Castro), Juan Riedinger (sottufficiale capo della Marina Thomas Argento), Myk Watford (sottufficiale della Marina William Moffet), Kendall Johnson (operatore speciale di guerra di prima classe Malcolm Kendricks), Heather Mazur (Margaux West), Tim Lounibos (capitano della Marina Anthony Sorrentino), Hina Khan (Monica Kendricks), Bill O'Neill (Martin), Chris Lamica (sottufficiale della Marina di seconda classe Michael Cole), Krystal White (Bailiff), Mike Tarnofsky (sottufficiale delle correzioni della Marina), Tom Noga (Navy SEAL in pensione Parker Cole).

- Ascolti USA: telespettatori 6 100 000[3]
- Ascolti Italia: telespettatori 1 175 000 – share 6,20%[4]

## Karen la belva
- Titolo originale: Angry Karen
- Diretto da: Dennis Smith
- Scritto da: R. Scott Gemmill

### Trama
Nell manda Sam a incontrare un informatore di nome Donald Harris che ha intenzione di svelare un segreto militare, la sua vita è in pericolo quando Donald cerca di investirlo e ucciderlo. In realtà era già incosciente e la sua auto era stata hackerata. Per fortuna Sam evita il pericolo ma Donald ha la peggio finendo in ospedale. Donald voleva aiutare la sua amica Kim Keilani che aveva scoperto una truffa ai danni della U.S. Navy visto che è una contabile presso una base della marina. Si scopre che la frode è stata creata dal comandante della marina Brian James per ottenere finanziamenti per l'azienda della Cryton Avionics che sviluppa un missile antinave AGM17-90 inesistente soprannominato: "Karen la belva". Dopo una breve fuga il comandante viene arrestato dalla squadra. Inoltre, Deeks rivela a Kensi che il dipartimento di polizia sta effettuando dei tagli al budget e lui è coinvolto rischiando di non poter continuare a lavorare all'NCIS.
- Guest star: Matthew Bellows (comandante della marina Brian James), Ashley Fink (Emma Jones), Christopher T. Wood (Norman), Kevin Covais (Logan Smith), Duncan Campbell (agente speciale NCIS Castor), Tessa Bartholomew (marinaia).

- Ascolti USA: telespettatori 6 110 000[5]
- Ascolti Italia: telespettatori 882 000 – share 4,20%[6]

## Soldi, soldi, soldi
- Titolo originale: Cash Flow
- Diretto da: Yangzom Brauen
- Scritto da: Kyle Harimoto

### Trama
Il corpo di Coleman, un riservista della Marina che ha accesso a segreti militari, viene trovato dai ladri nel bel mezzo di una rapina e l'NCIS deve trovarli per ottenere informazioni che possono portare all'assassino. I ladri volevano rubare merce di marchi di lusso a sua volta rubata. I ladri erano tre: Rachelle Chung, Jojo Ballard e Marcus Babu. Rachelle accusa gli altri due per aver ideato e pianificato il piano. In realtà era tutto frutto di Rachelle che aveva appreso le informazioni da un tizio che si faceva chiamare Bludlime. Coleman aveva anche un secondo lavoro come buttafuori presso un locale di alto profilo poiché gli servivano soldi per occuparsi della famiglia di un suo amico marinaio morto. Tra i soci di questo locale vi è anche Donny Mason, ovvero Bludlime, proprietario di diversi locali e aziende e anche un riciclatore di denaro sporco che viene trovato morto. A ucciderlo è stato Lincoln Benavidez, gestore del club che aveva scoperto la montagna di soldi che Donny aveva accumulato poiché la pandemia aveva bloccato tutti gli sbocchi attraverso i suoi locali per riciclare il denaro. Inoltre, Kensi e Deeks fanno fatica a decidere se sono pronti a fare il salto e a comprare una casa.
- Guest star: Bar Paly (Anastasia "Anna" Kolcheck), Marsha Thomason (agente speciale NCIS Nicole DeChamps), Ashley Liao (Rachelle Chung), Kara Royster (Jojo Ballard), René Alvarado (Lincoln Benavidez), Philip Bolden (Marcus Babu), Shelli Boone (Claudia Lazzez), Mauricio Mendoza (Jorge), Mark Jacobson (Colin).

- Ascolti USA: telespettatori 4 560 000[7]
- Ascolti Italia: telespettatori 1 119 000 – share 5,50%[8]

## Chi non muore...
- Titolo originale: Raising the Dead
- Diretto da: Terrence O'Hara
- Scritto da: Frank Military

### Trama
Randy Sinclair e David Kessler, due pericolosi criminali, evadono da un carcere di massima sicurezza. Kessler viene catturato poco dopo. Per ottenere informazioni su una questione di sicurezza nazionale, Kensi deve trovarsi faccia a faccia con Kessler, sociopatico che è ossessionato da lei da quando lo ha messo in prigione anni fa. Inoltre, sebbene Deeks sia disperato per mantenere Kensi al sicuro, è costretto a lasciare l'NCIS visto che non ne fa più parte. Michelle Boucher, ex fidanzata di Kessler, viene interpellata poiché il criminale le vuole parlare. La donna racconta la storia di Kessler e della sua infanzia orribile. Tenta di parlare con il criminale ma, bloccata dalla paura, decide di sottrarsi al confronto. Kessler chiede di parlare col presidente degli Stati Uniti d'America. Dopo averci parlato dà a Kensi la posizione di una grotta dove Sinclair si nasconde. La squadra riesce ad arrestarlo, ma Kessler viene liberato per grazia del presidente. Ora Kensi è a rischio. Poco dopo anche Boucher sparisce. Questo avvenimento chiarisce che la donna era complice di Kessler che aveva pianificato l'evasione al solo scopo di ottenere quello che desiderava. Deeks è costretto a tentare il corso per reclute dell'NCIS nonostante le sue scarse possibilità di superarlo.
- Guest star: Frank Military (David Kessler), Izabella Miko (Michelle Boucher), Angel Parker (agente dei servizi segreti Alicia Monroe), Matt Peters (agente FBI Michael Rudolph), Bojesse Christopher (vicedirettore Max Fielder), Daryl Crittenden (Randy Sinclair), Adam George Key (agente LAPD Harrison), Jason Medwin (guardia prigione #1), David Proffitt (guardia prigione #2).

- Ascolti USA: telespettatori 4 560 000[7]
- Ascolti Italia: telespettatori 957 000 – share 4,20%[9]

## Se il destino lo vorrà
- Titolo originale: If the Fates Allow
- Diretto da: Dan Liu
- Scritto da: Andrew Bartels

### Trama
Prima di Natale, Hetty assegna a Callen il caso di Raymond Lewis, suo ex fratello adottivo e di sua moglie che, al rientro negli Stati Uniti, vengono incastrati per contrabbando di droga, attraverso il confine, nascoste nelle bombole di ossigeno. Raymond e la moglie erano andati in Messico per incontrare un chirurgo poiché la donna necessita di una operazione che negli Stati Uniti costa troppo. Raymond racconta che un infermiere gli ha dato delle bombole omaggio. Dalle indagini si scopre che anche la dottoressa Soto è coinvolta e subisce un attentato che Kensi e Sam riescono a prevenire. Quindi l'infermiere e i suoi scagnozzi tentano di uccidere Raymond e sua moglie presso l'ospedale dove è ricoverata la donna. L'intervento di G. evita danni. Eric ha fatto fortuna con la sua azienda creando il nuovo kaleidoscop per NCIS e torna per installarlo nella sala operativa. Deeks e Kensi non hanno i soldi per acquistare la casa visto che Deeks ora è in congedo senza stipendio dalla polizia. Cosi vogliono chiedere i soldi a Eric che li ha investiti in progetti per senzatetto. Henrietta, in collegamento video, dà a Deeks e Kensi la notizia che è stato accettato all'accademia dell'NCIS. Kamran "Kam" Hanna, la figlia di Sam, è in città. G rivela a Raymond di voler pagare l'intervento per sua moglie.
- Guest star: Moon Bloodgood (Katherine Casillas), Demetrius Grosse (Raymond Lewis), Kayla Smith (Kamran "Kam" Hanna), Shelley Robertson (Paula Lewis), Chris Sanders (agente della pattuglia di frontiera Gary Poole), Minerva Garcia (dottoressa Soto), Hudson West (Callen da giovane), Dejean Deterville (Raymond da giovane), Connor Cain (Sean).

- Ascolti USA: telespettatori 6 040 000[10]
- Ascolti Italia: telespettatori 1 232 000 – share 5,50%[11]

## A voce alta
- Titolo originale: Overdue
- Diretto da: Terrence O'Hara
- Scritto da: Chad Mazero

### Trama
La nuova indagine della squadra dell'NCIS riguarda l'omicidio di Joey Bellamy che ha venduto informazioni militari. Joey aveva un archivio di centinaia di riservisti dei reparti speciali che avrebbe rivenduto al miglior offerente per pagare i debiti di gioco. Nel camper di Bellamy trovano una ventina di fascicoli sui militari con alti gradi. Tra questi vi è il tenente comandante della Marina Natalie Chan che viene rapita poiché è un medico la cui neurotecnologia all'avanguardia, che cura lo stress post traumatico dei soldati, potrebbe essere usata per sviluppare armi avanzate. La squadra arresta David Lao ma non il suo complice Jimmy Fang. Entrambi cinesi, sono venuti per rubare la tecnologia sperimentale della dottoressa. Rintracciano la dottoressa e altri cinesi presso un aeroporto, fanno irruzione e salvano Chan. Inoltre, i membri del team vengono intervistati dall'agente DCSA Rosa Martinez per la partecipazione di Deeks al FLETC per diventare un buon agente NCIS. Callen cerca di avere un colloquio importante con Arkady poiché è intenzionato a chiedere ad Anna di sposarlo. Arkady reputa che i due non sono fatti per il matrimonio.
- Guest star: Vyto Ruginis (Arkady Kolcheck), Presciliana Esparolini (agente DCSA Rosa Martinez), Kayla Smith (Kamran "Kam" Hanna), Kira Sternbach (Lisa), Jeremy Guskin (Peter "Rocket" Mooring), Steven J. Young (David Lao), Debbie Fan (tenente comandante della Marina Natalie Chan), Allen Theosky Rowe (Jimmy Fang).

- Ascolti USA: telespettatori 5 730 000[12]
- Ascolti Italia: telespettatori 924 000 – share 3,90%[13]

## L'amore uccide
- Titolo originale: Love Kills
- Diretto da: Dan Liu
- Scritto da: R. Scott Gemmill

### Trama
Lance Hamlilton chiama l'NCIS per indagare sull'omicidio di Galliano, ex membro del cartello Acosta, che sta per rivelare l'origine di una massiccia operazione di contraffazione di dollari. Anche Sabatino, agente CIA, deve indagare sulla contraffazione e così chiede aiuto all'NCIS visto che la sua pista riguarda Pietra Rey, guerrigliera brasiliana il cui padre, attivo nelle favelas nella lotta alla droga, viene ucciso dal cartello Acosta. Questa vecchia conoscenza diventa il loro principale sospettato e rivela il vero motivo del suo ritorno. È stata chiamata dall'avvocato DOJ Blake Garcia per lavorare al caso Galliano ma anche perché ha intrecciato una relazione sentimentale con Garcia. Quest'ultimo viene ucciso e seguendo le tracce Kensi e Sabatino fanno irruzione in un magazzino dove ingaggiano un duro scontro a fuoco con alcuni criminali. Inoltre, Deeks fa fatica durante l'allenamento per diventare un agente ufficiale dell'NCIS.
- Guest star: Erik Palladino (agente CIA Vostanik Sabatino), Mariela Garriga (Pietra Rey), Nicki Micheaux (agente speciale DOJ Effie Carlson), P.J. Marino (Motel Manager), Christian Telemar (vice U.S. Marshall), Grey Acuna (avvocato DOJ Blake Garcia), Allen Theosky Rowe (Jimmy Fang), Jonathon Booker (Istruttore), Godwin Asamoah Obeng (Musa Okoye).

- Ascolti USA: telespettatori 5 890 000[14]
- Ascolti Italia: telespettatori 1 232 000 – share 5,10%[15]

## Fatto compiuto
- Titolo originale: A Fait Accompli
- Diretto da: Eric Pot
- Scritto da: Matt Klafter e Kyle Harimoto

### Trama
L'NCIS deve rintracciare Jimmy Fang leader, della criminalità organizzata cinese, che sta cercando di acquistare tecnologia missilistica con i dollari falsi. Per trovarlo seguono la pista di Musa Okoye, ingegnere nigeriano che lavora per un'azienda aerospaziale che produce missili. Si scopre che Musa s'incontrava spesso con altri ingegneri nigeriani che hanno contatti con Boko Haram. Viene ritrovato morto presso la sua abitazione e le indagini rivelano che è stato incastrato dal suo capo Ron Lewis che ha venduto la tecnologia a Fang. Entrambi vengono arrestati da Sabatino e Kensi dopo una lunga sparatoria. Purtroppo Sabatino non ha ancora rintracciato chi produce i soldi falsi che finanziano i terroristi. Callen va da Anna per chiederla in moglie, ma scopre che il gruppo con cui è partita per costruire casa non esiste. Inoltre, Deeks viene espulso dall'addestramento NCIS solo per scoprire che Hetty ha una sorpresa che gli cambia la vita. Infatti è ufficialmente diventato un agente speciale NCIS. La figlia di Sam Hanna viene rapita poco dopo aver chiuso la conversazione telefonica con suo padre Sam.
- Guest star: Gerald McRaney (ammiraglio della Marina in pensione Hollace Kilbride), Erik Palladino (agente CIA Vostanik Sabatino), Robert Gant (Ron Lewis), Johnny Jay Lee (Callen da giovane), Alyssa Jirrels (Jocelyn), Kayla Smith (Kamran "Kam" Hanna), Alina Brown (Angela Brown), David Carpenter (Clyde), Donna Feldman (Kendra), Kelemete Misipeka (Simi Latu), Allen Theosky Rowe (Jimmy Fang), Godwin Asamoah Obeng (Musa Okoye), Angela Zhou (Lauren), Duncan Campbell (agente speciale NCIS Castor).

- Ascolti USA: telespettatori 5 570 000[16]
- Ascolti Italia: telespettatori 1 049 000 – share 4,40%[17]

## Tale padre, tale figlia
- Titolo originale: The Frogman's Daughter
- Diretto da: Tawnia McKiernan
- Scritto da: Indira Gibson Wilson e Jordana Lewis Jaffee

### Trama
Kam, la figlia di Sam, viene rapita e si ritrova in cella con altri studenti membri di collettivi che lottano per l'uguaglianza. Sam è preoccupato perché non riesce a contattare sua figlia così chiede a Eric di rintracciare il suo cellulare. Scoprono che è a Los Angeles e ha mentito a Sam. Kam ha anche un account Instagram segreto in cui posta foto con amiche e con il suo fidanzato Logan Reynolds. Quest'ultimo non sa nulla della sua scomparsa ma racconta a Sam e Runtree che Kam aveva organizzato una manifestazione pacifica. Kensi e Deeks scoprono che Kam aveva litigato con Kyle McCarther alias Zee, capo di un collettivo studentesco, che voleva una manifestazione violenta. Viene rintracciato mentre prepara bottiglie Molotov e messo alle strette da Sam e Callen confessa di non aver nulla a che fare con il rapimento. Dall'indagine si scopre che un gruppo di poliziotti è stato licenziato per le loro azioni violente contro i manifestanti e ora vogliono vendicarsi. Una volta compreso dove si nascondono, Sam e Callen fanno irruzione liberando Kam e gli altri studenti. Sam e Kam partecipano insieme alla manifestazione. Deeks e Kensi nonostante le cure della fertilità continuano a non concepire un figlio. Questo rende Kensi frustrata e stressata più di Deeks.
- Guest star: Kayla Smith (Kamran "Kam" Hanna), Michael King (Logan Reynolds), Alan Trong (Zee/Kyle McCarther), Tiffany Smith (agente DHS Megan Merkel), Richard Balin (Andre Keller), Elizabeth Roper (Blaine), Patrick Garahan (Isiah Estevez), Zach Tinker(Tyler), Michael Manuel (Carlos), Sloan Robinson (sig.ra Peters).

- Ascolti USA: telespettatori 6 150 000[18]
- Ascolti Italia: telespettatori 965 000 – share 4,00%[19]

## Russia, Russia, Russia
- Titolo originale: Russia, Russia, Russia
- Diretto da: Daniela Ruah
- Scritto da: R. Scott Gemmill

### Trama
Callen cerca di chiamare Anna ma nel frattempo nota di essere pedinato. Tenta di fermare chi lo segue ma non ci riesce. Callen si reca al Centro nazionale antiterrorismo con il pretesto di interrogare Oleg Barinov, uno dei membri dell'equipaggio russo del caso dell'aereo precipitato, su cui ha indagato mesi prima. Ma, oltre a ottenere da Oleg solo la frase "Il capitano Alexi Gonchgarov è un patriota", le carte in tavola si capovolgono e viene sospettato e accusato di essere un agente russo infiltrato. Sam e il resto della squadra comprendono quello che succede e inviano Deeks come avvocato e a riferire all'agente speciale DOJ Effie Carlson che riceverà una chiamata che libera Callen. Quest'ultimo decide di collaborare con la Carson per trovare la spia russa. La squadra cosi inscena con la complicità di Anatoli Kirkin una finto pericolo di vita per Gonchgarov. Inscenano la morte dell'ammiraglio della marina Hollace Kilbride e il rapimento di Gonchgarov per salvargli la vita. Quest'ultimo si convince a dare un numero di telefono dove si organizzano i prelievi delle spie in difficoltà. Presso uno dei moli della città, Gonchgarov incontra Zasha Gagarin, che lo avvelena. Il capitano russo viene portato in ospedale in gravi condizioni. Così la squadra deve rintracciare la Gagarin. Callen la intercetta dicendole che la ucciderà se prova a tradirlo. Questo lascia perplessità sul fatto che sia una parte del piano ideato da Callen per catturare la spia russa o se sia effettivamente lui l'infiltrato.
- Guest star: Gerald McRaney (ammiraglio della Marina in pensione Hollace Kilbride), Ravil Isyanov (Anatoli Kirkin), Nick Micheaux (agente speciale DOJ Effie Carlson), Seamus Dever (capitano Alexi Gonchgarov), Olesya Rulin (Zasha Gagarin), Eugene Prokofiev (Oleg Barinov), Sara Donchey (giornalista Sara Donchey).

- Ascolti USA: telespettatori 5 920 000[20]
- Ascolti Italia: telespettatori 904 000 – share 4,10%[21]

- Note. Questo episodio è diretto dall'attrice Daniela Ruah, al suo debutto come regista di un episodio della serie.

## Invisibile agli occhi
- Titolo originale: Can't Take My Eyes Off You
- Diretto da: Tawnia McKiernan
- Scritto da: Lee A. Carlisle

### Trama
Dopo che Callen riceve un messaggio criptico da Hetty, rintraccia la persona che lo pedina e riesce ad arrestarlo. Maksim Myshkin, interrogato, inventa una storia credibile per cui Callen è costretto a rilasciarlo ma lo fa seguire da Rundtree. Nel frattempo, Sam e Deeks controllano un edificio dove trovano due cadaveri e le tracce di un terzo uomo che è ferito ma è riuscito a fuggire. Grazie a questo si capisce che il luogo è di proprietà di una società fantasma della CIA per operazione non dichiarate.
Callen e Roundtree, seguendo Maksim, arrivano in una località remota brulicante di russi tra cui Anna, la fidanzata di Callen. I due hanno un faccia a faccia. Anna rivela che Katia è tornata minacciando lui e il padre Arkady. Quindi collabora con l'FSB per dare la caccia ai russi che hanno disertato tra cui Katia. Quest'ultima invia ad Anna un video in cui minaccia di uccidere Joelle Taylor, il terzo agente della CIA ferito che si pensava fosse fuggito. Propone di scambiare Joelle con lei. Maksim stende Callen e porta via Anna perché i suoi ordini sono di uccidere Katia, considerata un pericolo. Mentre arriva un'auto di car sharing, Katia ordina ad Anna di salirci sopra. Parte un conflitto a fuoco dove i russi vengono sconfitti. Callen propone a Carson di creare una task force congiunta visto le informazioni che hanno su Katia. Sam è preoccupato per le scelte di Kam. Deeks e Kensi iniziano una cura ormonale. La squadra riceve un pacco anonimo.
- Guest star: Bar Paly (Anastasia "Anna" Kolcheck), Nicki Micheaux (agente speciale DOJ Effie Carlson), Alex Portenko (Maksim Myshkin), Elizabeth Bogush (Joelle Taylor), Kayla Smith (Kamran "Kam" Hanna), Michael King (Logan Reynolds), Alex Dobrenko (Boris), Adam George Key (agente LAPD Harrison).

- Ascolti USA: telespettatori 5 830 000[22]
- Ascolti Italia: telespettatori 945 000 – share 3,90%[23]

## Lo scambio
- Titolo originale: Red Rover, Red Rover
- Diretto da: Terrence O'Hara
- Scritto da: Andrew Bartels

### Trama
L'NCIS riceve un pacco anonimo contenente un dito di Joelle. Nel frattempo, l'agente Carson torchia Anna per aver ulteriori informazioni. Sam e Callen credono che Arkady possa essere in pericolo e inviano il resto della squadra a casa sua. Lì trovano le sue guardie morte mentre Arkady si è trincerato dietro una porta blindata. Riescono a tirarlo fuori e a portarlo in una casa sicura. Questo avvenimento fa capire che Katya potrebbe avere un complice. Callen e Sam comprendono che l'agente Carson si è fatta usare per gli scopi di Katya. Infatti, quest'ultima ha finito di disertare e ha convinto l'intelligence americana a darle quello che voleva anche se l'agente Joelle era contraria. Callen viene contattato e gli viene riproposto lo scambio con Anna nonostante il tentativo di offrire sé stesso come pedina di scambio. Sul luogo dello scambio, la squadra è appostata pronta a intervenire. Anna si dirige verso un furgone grigio che si apre e all'interno c'è Joelle, che indossa un giubbotto esplosivo, e una donna, forse Katya o il complice, che indossa una maschera. Avviene lo scambio e mentre gli altri inseguono il furgone, Sam aiuta Joelle e tenta di disinnescare la bomba. Callen ferma il furgone da dove scende l'autista che si allontana dal mezzo appena in tempo prima che esploda. Callen interroga l'autista che racconta di essere stato costretto sotto minaccia e indica la strada presa da Anna e la donna misteriosa. Sam tenta in tutti i modi di mettere fuori uso la bomba ma non ci riesce. Cosi sloga il braccio di Joelle riuscendo a sfilare il giubbotto e l'esplosione non causa morti. Purtroppo le tracce di Anna spariscono e Joelle è sotto i ferri visto che il suo quadro fisico è pessimo tant'è che le viene amputata una gamba. Anna si sveglia imprigionata e capisce di essere stata rapita da due donne.
- Guest star: Bar Paly (Anastasia "Anna" Kolcheck), Vyto Ruginis (Arkady Kolcheck), Elizabth Bogush (Joelle Taylor), Nicki Micheaux (agente speciale DOJ Effie Carlson), Weronika Rosati (Vanya), Nika Khitrova (Odessa), Nate Thomas (David Thomas), Diahnna Nicole Baxter (dottoressa Jennifer Montridge).

- Ascolti USA: telespettatori 5 570 000[24]
- Ascolti Italia: telespettatori 732 000 – share 2,90%[25]

## Le nobili fanciulle
- Titolo originale: The Noble Maidens
- Diretto da: James Hanlon
- Scritto da: Chad Mazero e R. Scott Gemmill

### Trama
Callen trova e impone alla spia russa Gagarin di trovare Katya rapidamente poiché non avrebbe più senso esporsi per proteggerla. Anche l'ammiraglio Kilbride viene coinvolto nella ricerca di Anna a causa dei metodi discutibili di Hetty che, ancora una volta, sono causa di possibili incidenti internazionali. Joelle Taylor, l'agente CIA, è in fase di recupero dopo le torture subite. Joelle racconta a Callen la trappola in cui è caduta e la detenzione in un container grigio e di aver memorizzato il numero identificativo, prima di essere scambiata con Anna. Deeks e Kensi contattano nuovamente Anatoli Kirkin per ottenere informazioni. Racconta che sia Katya sia Anna hanno frequentato lo stesso istituto denominato istituito delle nobili fanciulle dove sono state formate come spie. La rivelazione viene confermata da Arkady che racconta di aver pagato una fortuna per cancellare il passato di Anna e portarla in America per allontanarla dalla scuola e dalla Russia. Sam e Callen capiscono che ad aiutare Katya ci sono altre fanciulle nobili che la Gagarin, istruita nella stessa scuola dove la nonna era direttrice, individua in Odessa Kedrova e Vanya Leonova. Kensi e Deeks scoprono un indirizzo associato all'acquisto del container e Runtree e Fatima fanno irruzione. La squadra comprende che il container è in movimento diretto al porto perché l'obbiettivo è portare Anna da Katya in Russia. Inoltre, l'ammiraglio Kilbride fa a Nell un'offerta seria ovvero prendere definitivamente il posto di capo lasciato da Hetty. Kensi e Deeks, raggiunto il porto, trovano Arkady e Anatoli pronti a salvare Anna. Inizia un conflitto a fuoco dove Kirkin viene colpito. Arrivano anche Sam e Callen. I due uccidono Odessa, neutralizzano Vanya e salvano Anna. Kirkin muore e Deeks è malinconico. Kilbride, parlando con Nell, pensa che Hetty possa aver usato Anna come esca per trovare Katya.
- Guest star: Gerald McRaney (ammiraglio della Marina in pensione Hollace Kilbride), Bar Paly (Anastasia "Anna" Kolcheck), Vyto Ruginis (Arkady Kolcheck), Elizabeth Bogush (Joelle Taylor), Ravil Isyanov (Anatoli Kirkin), Weronika Rosati (Vanya Leonova), Nika Khitrova (Odessa Kedrova), Olesya Rulin (Zasha Gagarin), Dee Freeman (Lucinda), Duncan Campbell (agente speciale NCIS Castor).

- Ascolti USA: telespettatori 5 550 000[26]
- Ascolti Italia (in chiaro): telespettatori 895 000 – share 3,6%[27]

## Identità violate
- Titolo originale: Imposter Syndrome
- Diretto da: Eric Pot
- Scritto da: Samantha Chasse

### Trama
La squadra arresta Derek Rashid, un corriere che deve consegnare materiale informatico a dei terroristi. L'NCIS ottiene un disco rigido contenente un video realistico di Umar Hamid, un terrorista deceduto ma che in realtà potrebbe essere vivo. Kensi e Deeks rintracciano il negozio dove il materiale informatico è stato scaricato dal direttore di nome Noel che rivende i dati per fare soldi. Dalle indagini approfondite di Nell, si comprende che si tratta di un deepfake e la tecnologia con cui è stato prodotto sembra essere molto avanzata. Devono recuperare la pericolosa tecnologia che in mano alle persone sbagliate causerebbe enormi danni. Kensi e Deeks si recano a casa di Noel ma trovano un ostile e iniziano uno scontro a fuoco. Sam tenta di aiutarli ma sembra esserci qualcosa di strano. Infatti Sam fa irruzione in un edificio diverso nell'appartamento 427, dov'è nascosta una bomba. Nell comprende che le comunicazioni della squadra vengono modificate durante la loro missione e una voce le impone di fare tutto quello che le viene detto se vuole salvare i suoi colleghi. Quindi dà l'ordine d'interrompere le comunicazioni. Sam disinnesca la bomba e chiama Rundtree che lo mette a conoscenza della vicenda. Si sospetta che uno di loro è stato hackerato. L'uomo che muove i fili tenta con i deepfake di recuperare i dati del disco. Per fortuna, il trasferimento dei dati attiva un programma di localizzazione che permette a Sam e Fatima di arrestare Noel. Callen, Deeks e Kensi arrestano una donna che si finge un'agente di custodia per prelevare Derek. La donna attiva una bomba che avrebbe ucciso Noel. Anche quest'ultimo viene manovrato da qualcun altro. Infatti, Nell sospetta che l'azione sia stata pianificata da Katya.
- Guest star: Rob Black (Garrett Coffey), Pedro Tapia (Adam Elshar), Matty Cardarople (Danny), Joseph Makkar (Umar Hamid), Oksana Orlan (Cleo).

- Ascolti USA: telespettatori 5 610 000[28]
- Ascolti Italia: telespettatori 932 000 – share 3,80%[29].

## Il momento di cambiare
- Titolo originale: Signs of Change
- Diretto da: Dennis Smith
- Scritto da: Indira Gibson Wilson e Jordana Lewis Jaffee

### Trama
Degli uomini fanno irruzione presso Heptagon Labs, un laboratorio che produce tute esoscheletri di nuova generazione. I file contenenti la tecnologia di livello militare vengono rubati. Sienna Marchione, un ingegnere sordo che ha sempre voluto servire il suo paese, è l'unico membro della sua squadra, presente durante il raid, a sopravvivere al furto. Aiuta Kensi e l'NCIS a rintracciare la tecnologia prima che venga portata fuori dal paese. L'altro membro sopravvissuto perché assente è Owen Winnick. Kensi, Fatima e Sienna vanno da Owen che ha un'intossicazione alimentare. Racconta che Brandon, inventore della tecnologia, aveva degli incontri privati con persone da lui non conosciute. Sam e Callen vanno da Steve Triks, un sospettato, e inizia uno scontro a fuoco in cui Sam rimane lievemente ferito mentre il sospettato fugge aiutato da un complice. Sam deve trovare una scatola custodita da Hetty in cui sono contenute delle medaglie e spille di quando era un Seal. Vuole regalare a sua figlia Kam le ancore che Michelle, moglie di Sam e madre di Kam, gli aveva appuntato sulla divisa quando aveva ricevuto una promozione ed era incinta di Kam. Fatima pedina Owen che si incontra, presso una caffetteria, con Ehsan Rahman, un miliardario saudita, che acquista le chiavi d'accesso per decriptare i file rubati. Fatima arresta Owen. Nell scopre che ad inviare Rahman è stato il principe Mohammad bin Salman Al Sa'ud. Sam e Callen inseguono Rahamn prima che fugga in Arabia Saudita. I due con l'aiuto di Kensi lo arrestano. Nell trova la scatola che voleva Sam e inoltre trova un jet privato per lui e Callen.
- Guest star: Gerald McRaney (ammiraglio della Marina in pensione Hollace Kilbride), Raquel McPeek Rodriguez (Sienna Marchione), Matt Bush (Owen Winnick), Mo Sehgal (Randall/uomo #1), Maurizio Rasti (Ehsan Rahman), Abraham Justice (Carl/autista), Duncan Campbell (agente speciale NCIS Castor).

- Ascolti USA: telespettatori 5 600 000[30]
- Ascolti Italia: telespettatori 931 000 – share 3,90%[31].

## Attraverso lo specchio
- Titolo originale: Through the Looking Glass
- Diretto da: Frank Military
- Scritto da: Frank Military

### Trama
Quando il tenente vicecomandante dell'intelligence navale e agente CIA Susan Sorensen viene torturata e uccisa, la squadra dell'NCIS deve lavorare sotto le direttive di Joelle poiché il caso è collegato agli omicidi di altri agenti della CIA che vengono uccisi con lo stesso modus operandi ovvero vengono prima torturati per ottenere informazioni e poi uccisi tagliandogli la gola. La Sorensen insieme agli agenti morti avevano partecipato ad un'operazione segreta tra Ucraina e Russia per portare Alexei Zirkov, il figlio illegittimo di Kirilenko comandante dei servizi segreti militari russi, responsabile degli attacchi informatici agli USA, in un luogo sicuro visto che voleva disertare.  Cosi inscenano sia la finta morte del figlio che la morte degli agenti CIA, visto che Kirilenko aveva dato ordine di ucciderli, per mano di Olmes, che all'inizio si pensa sia un agente russo infiltrato nella CIA ma si rivela un agente doppiogiochista fedele agli USA, affinché possa conquistare la fiducia di Kirilenko e cosi ottenere informazioni da passare al suo governo. La squadra NCIS viene cosi usata affinché il piano possa essere credibile. Callen comprende che Joelle sapeva tutto e che era spinta dal solo motivo della vendetta per l'amputazione della gamba e la perdita di suo marito e suo figlio. Inoltre, Kensi riceve una cartolina minacciosa da David Kessler, il sociopatico ossessionato da lei. Deeks crede che Kensi abbia bisogno di andare in terapia per tutti gli avvenimenti che le sono accadute. Inoltre pensano di mettere da parte l'idea di avere un bambino e considerano una possibile adozione.
- Guest star: Gerald McRaney (ammiraglio della Marina in pensione Hollace Kilbride), Elizabeth Bogush (agente CIA Joelle Taylor), Scott Christopher (capitano DI/agente CIA Michael Olmos), Motoki Maxted (agente CIA Dylan Tatsuno), Brian Thompson (agente CIA Steven Erdnase), Kate Boyer (tenente vicecomandante intelligence navale/agente CIA Susan Sorensen), Garikayi Mutambirwa (Federal Agent), Marta Portillo (Hotel Maid), Frank Military (David Kessler).

- Ascolti USA: telespettatori 5 850 000[32]
- Ascolti Italia: telespettatori 1 133 000 – share 4,80%[33].

## Igor vs. Igor
- Titolo originale: A Tale of Two Igors
- Diretto da: John P. Kousakis
- Scritto da: Kyle Harimoto e R. Scott Gemmill

### Trama
Deeks viene rapito da Igor Kuznetsov, un socio di Kirkin che ha bisogno del suo aiuto. Infatti Kirkin ha lasciato a Deeks il comando della sua organizzazione criminale che è in procinto di ricevere un carico di armi proveniente dalla Russia. Tale carico è stato rubato dall'altro socio anche lui di nome Igor Lebedev. L'NCIS indaga sull'uccisione con un colpo di pistola di un delfino addestrato dalla marina russa e dotato di un microchip. Viene anche salvato un marinaio russo che interrogato dalla squadra rivela di essere un ex militare russo che fu reclutato per il progetto segreto di addestrare animali marini come i delfini per usarli nel rintracciare mine marine. Il programma falli e la Russia ordinò di uccidere tutti i delfini per eliminare le tracce del progetto. L'ex militare tenta di salvare i delfini riuscendo a liberarne molti ma non tutti. Quindi si scopre che il carico di armi di Kirkin consiste proprio in sei delfini che aveva comprato per liberarli. Tutta la squadra arresta i due Igor e scoprono che uno dei loro scagnozzi ha ucciso il delfino per errore. Inoltre, l'ammiraglio Kilbride da un ultimatum a Nell o sceglie il posto da direttrice delle operazioni della squadra o è fuori. Anche Beale fa a Nell un'offerta interessante cioè trasferirsi in Giappone per dirigere il nuovo centro su Kaleidoscop. Nell sceglie di andare con Beale. Anche Hetty ritorna per fare gli auguri a Nell e parlare con l'ammiraglio Kilbride. Sam e Callen assistono alla prova finale del figlio di Sam per diventare un aviatore della marina.
- Guest star: Gerald McRaney (ammiraglio della Marina in pensione Hollace Kilbride), Sandi Todorovic (Igor Kuznetsov), Sisa Grey (dottoressa Jennifer Tuala), Denys Toliarenko (Taras), Luke Sholl (Henry), Michael Klesic (Igor Lebedev), Ravil Isyanov (Anatoli Kirkin).

- Ascolti USA: telespettatori 6 180 000[34]
- Ascolti Italia: telespettatori 983 000 – share 4,10%[35].